# IZj 2125
De IZj 2125 "Kombi" is een automodel van IZj, dat van 1973 tot 1997 door de Izjmasj-fabriek geproduceerd werd.

## Geschiedenis
Gebaseerd op een in Izjevsk gemodificeerde Moskvitsj 412 en voor het eerst gepresenteerd in 1972, wordt de 2125 beschouwd als de eerste hatchback van de Sovjet-Unie (uitgebracht ongeveer een decennium voor de bekende Lada Samara), hoewel het eigenlijk meer een stationcar is omdat de D-stijl op zichzelf staat. Om die reden werd de toevoeging "Kombi" gebruikt, verwijzend naar de combi-coupé of liftback. In Rusland wordt voor stationcars de benaming universal gebruikt.
De 2125 haalde behoorlijke verkoopaantallen in de USSR door zijn degelijkheid, bruikbaarheid op slechte wegen en hoge laadvermogen en was de eerste IZj die ook geëxporteerd werd. Zijn populariteit werd ook bevorderd door beperkte concurrentie: stationcarvarianten van de Lada, Moskvitsj en Volga waren minder gemakkelijk verkrijgbaar dan de 2125.
In 1982 werd de 2125 gemodificeerd, gelijk met de IZj 2715 bestelwagen, en vanaf dat moment aangeduid als 21251. Wijzigingen waren onder meer een andere grille, verzonken deurgrepen, het dashboard van de Moskvitsj 2140 en de auto kreeg verbeterde stoelen en hoofdsteunen.
De gemoderniseerde 2125 werd geproduceerd tot 1997. Na het uiteenvallen van de Sovjet-Unie liepen de activiteiten van AZLK in Moskou drastisch terug en in 1995/96 werd de fabriek in Izjevsk daarom deels overgenomen door AvtoVAZ en kreeg de naam IzjAvto. De managers van AvtoVAZ staakten de productie van de klassieke IZj-modellen en namen hun eigen modellen in productie.
De nieuwe hatchback IZj 2126, in 1987 in productie genomen en tot 1997 parallel gebouwd, verving uiteindelijk de 2125.

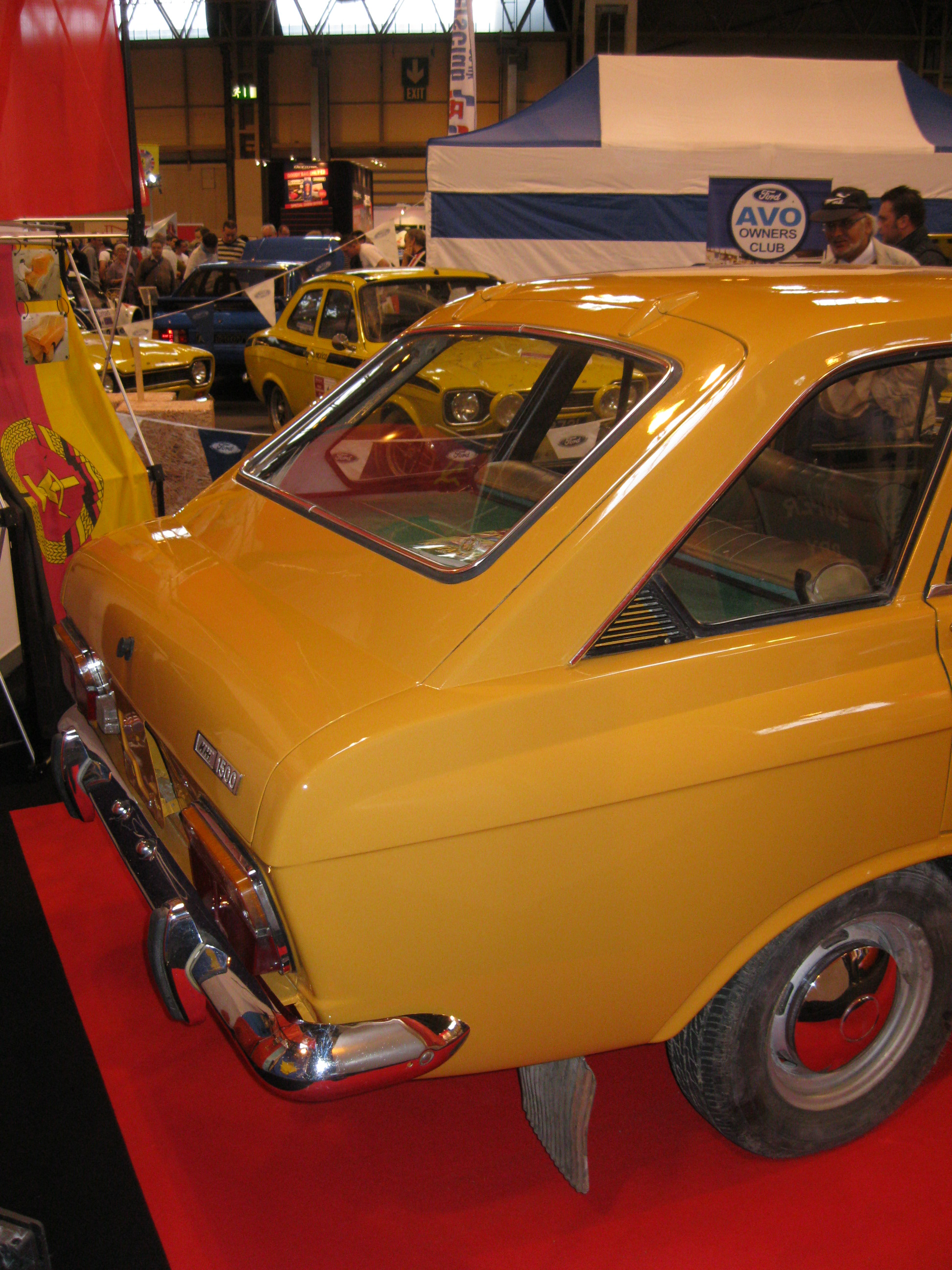
IZj 2125 achterzijde
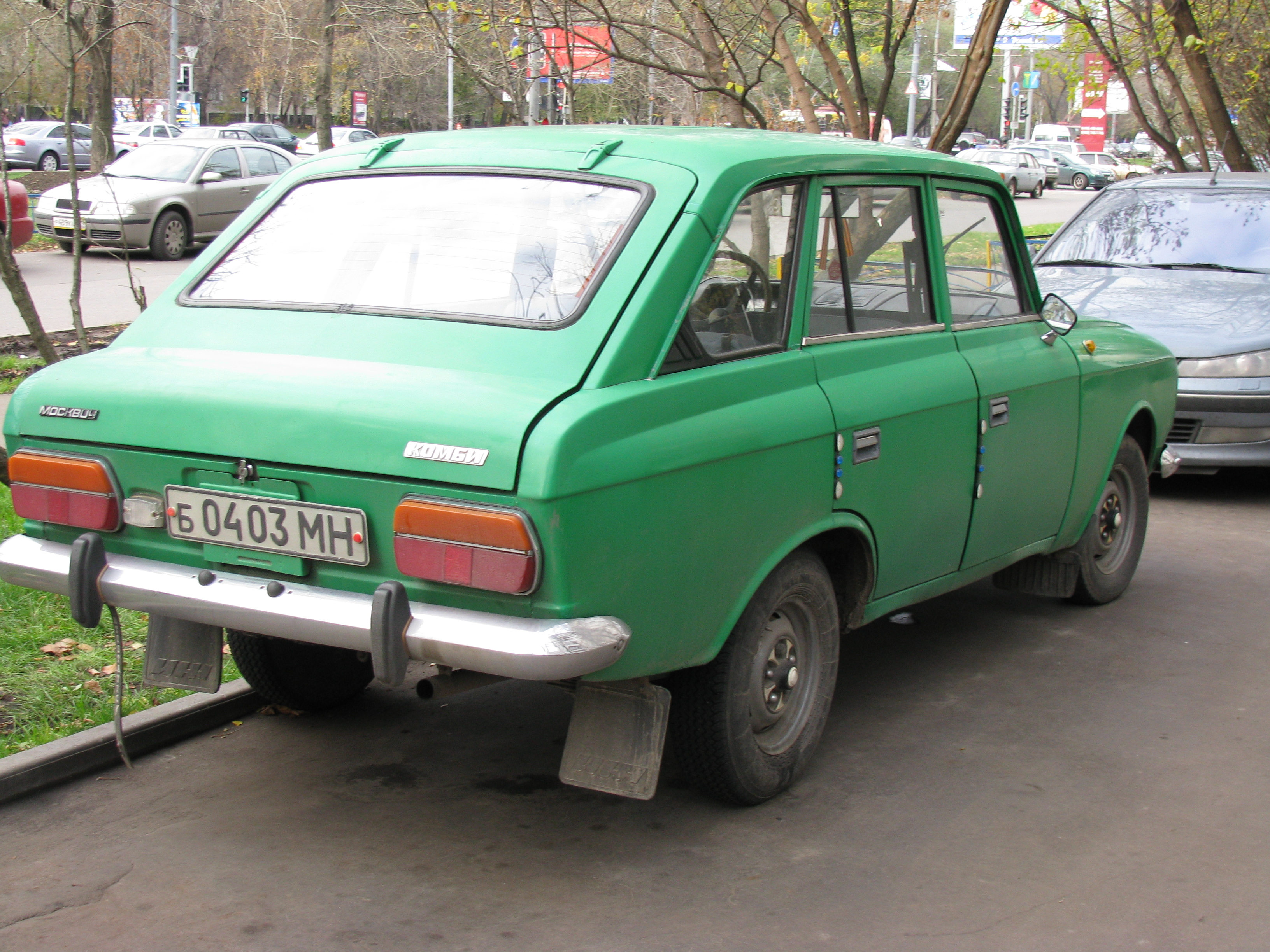
IZj 21251 (na 1982)
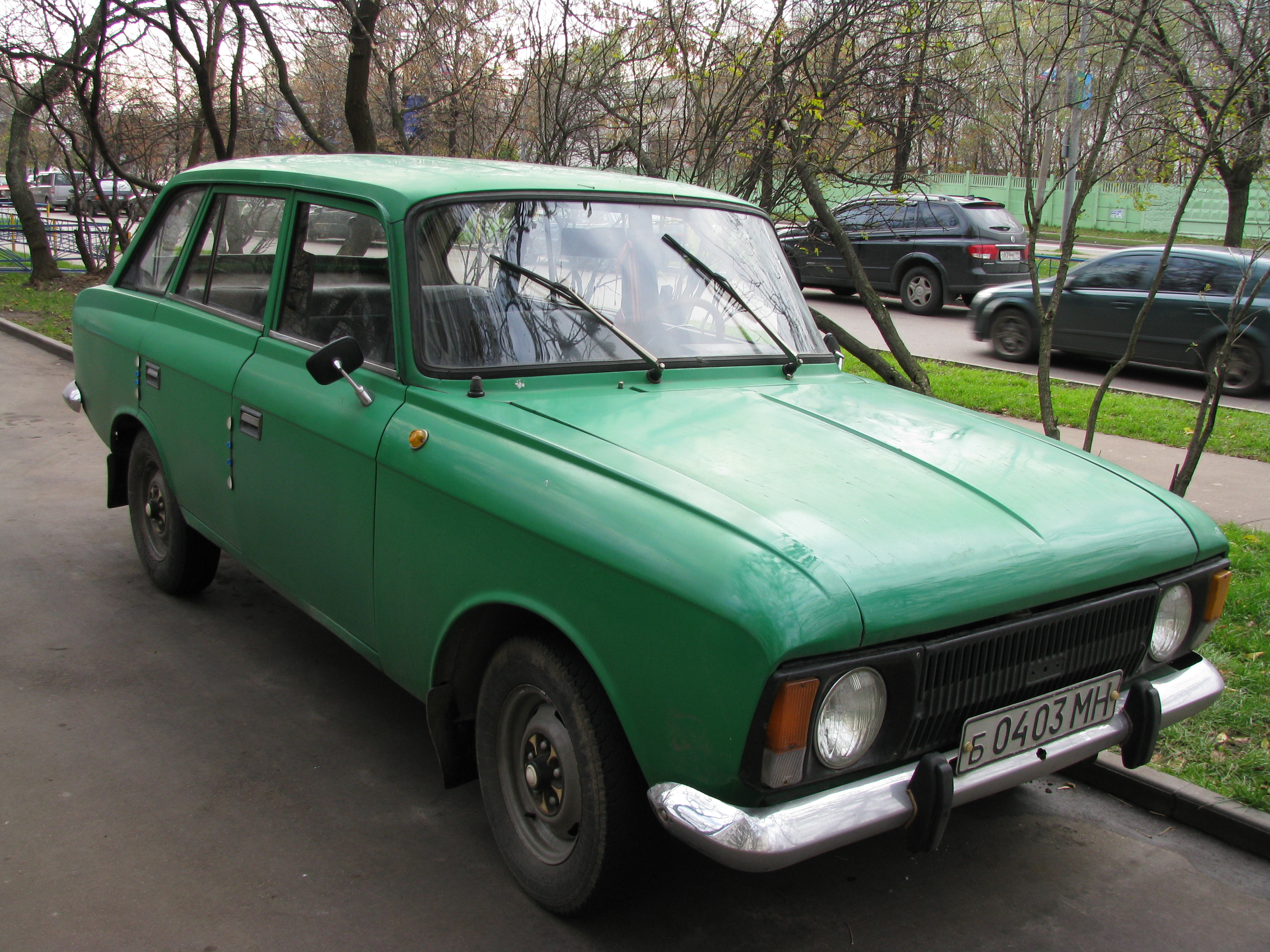
IZj 21251 (na 1982)